# 金剛山観光地区
北緯38度41分17秒 東経128度12分01秒 / 北緯38.68806度 東経128.20028度

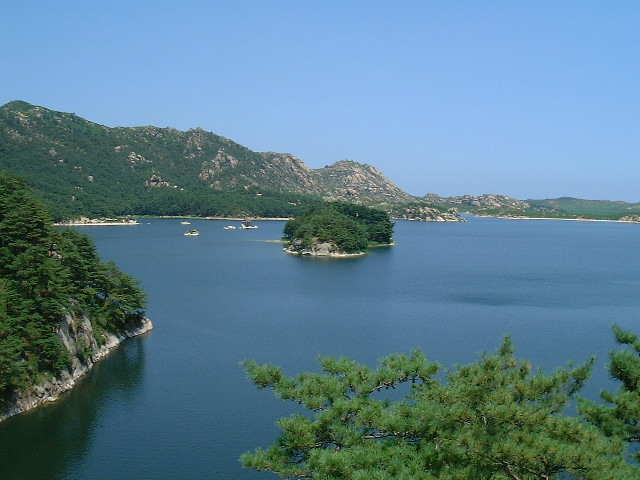
三日浦

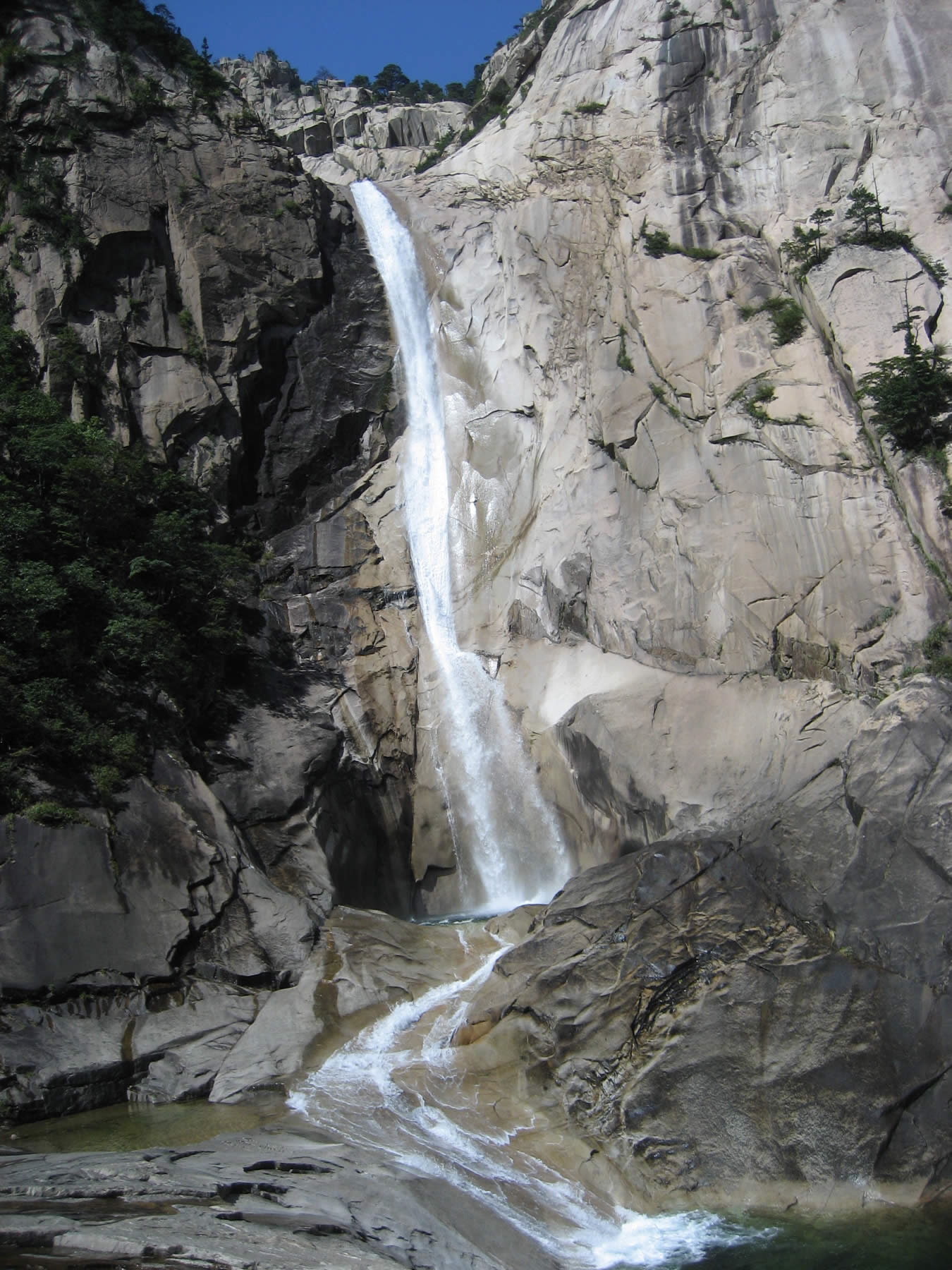
九龍瀑布

金剛山観光地区（クムガンサンかんこうちく）は、朝鮮民主主義人民共和国統治領域東南部の金剛山一帯に、2002年から2011年まで設置された特別行政区域。2011年4月に新たに金剛山国際観光特別区が設置された。

## 概要
金剛山の一部は、1998年11月以降に北朝鮮政府の方針で韓国人・外国人観光客に開放された。当初は船での出入域が行われたが、軍事境界線から金剛山に至る新しい道路が韓国側の資金によって建設され、バスを用いた陸路での観光客輸送が行われるようになった。2002年、韓国人・外国人に開放された地区の周辺は一般の北朝鮮人の住む江原道から切り離され、「観光地区」として独自の行政区画が編成されることになった。韓国人の観光が始まると、北朝鮮の人々は北朝鮮政府によって金剛山地区への立入と接近禁止された。北朝鮮政府は現地のホテルなど付近で北朝鮮の一般人ではなく、中国の朝鮮族を働かせることで北の住民に外部の情報の交流をさせない仕組みにしていた。2008年7月の韓国人観光客射殺事件を受けた中止までに累計500万ドルという利益を北朝鮮にもたらした。その利益は体制維持のために必要な経費や核・ミサイル開発に利用された。2011年4月に最高人民会議常任委員会の政令により金剛山国際観光特別区が設置された。これにより、それまでの「金剛山観光地区」は失効・廃止された。
この地域での1998年から2008年までの観光事業については金剛山 (朝鮮)#韓国からの観光を参照のこと。